# Peñuelas, Guanajuato
Peñuelas är en ort i Mexiko.   Den ligger i kommunen León och delstaten Guanajuato, i den centrala delen av landet, 300 km nordväst om huvudstaden Mexico City. Peñuelas ligger 1 825 meter över havet och antalet invånare är 127.
Terrängen runt Peñuelas är platt åt sydväst, men åt nordost är den kuperad. Runt Peñuelas är det tätbefolkat, med 257 invånare per kvadratkilometer. Närmaste större samhälle är León de los Aldama, 19,8 km nordväst om Peñuelas. Trakten runt Peñuelas består till största delen av jordbruksmark.